# Dobrnja (Republika Serbska)
Dobrnja (cyr. Добрња) – wieś w Bośni i Hercegowinie, w Republice Serbskiej, w mieście Banja Luka. W 2013 roku liczyła 74 mieszkańców.